# JS Marais
Johannes Stephanus Marais, mais conhecido como JS Marais (?-Joanesburgo, Nov 1969) foi um professor de história da Universidade do Witwatersrand. Notado pela sua isenção racial, bateu-se contra a segregação racial nas universidades sul-africanas.
A Universidade do Witwatersrand atribui o Prémio JS Marais de Excelência em História.

## Obras
- The colonisation of New Zealand (Oxford University Press, 1927)
- The Cape Coloured People 1652-1937 (Witwatersrand University press, 1957): um tratado sobre as relações dos povos europeus e não-europeus na África do Sul, e a sua obra mais conhecida [1]
- The fall of Kruger's Republic (Clarendon Press, 1961)
- Maynier and the first Boer republic (M. Miller, 1962)